# Trusetaler Wasserfall
Der Trusetaler Wasserfall ist mit insgesamt 45 Metern Höhe der höchste Wasserfall des Thüringer Waldes. Er wurde künstlich angelegt und ist eine touristische Attraktion auf dem Gebiet der Stadt Brotterode-Trusetal.

## Anlage
Im Jahr 1865 wurde der Wasserfall unter der Aufsicht von Baurat Specht von Trusetaler Bergarbeitern angelegt. 
Durch eine Stauanlage wird das Wasser von der Truse unterhalb von Brotterode abgeleitet. Zunächst windet sich der 2,2 km lange, künstlich angelegte Wasserfallgraben mit gleichmäßigem, geringem Gefälle in generell südwestlicher Richtung die Nordwesthänge des Trusetals entlang und erreicht, zuvor noch kurz ins Laudenbacher Tal hineinschwenkend, in einer Höhe von 440 m ü. NHN am Öhmigshauk den Wasserfall. Dort stürzt das Wasser mit folgenden Stufenhöhen zutal: Nach einer insgesamt 10 Meter hohen Dreierstufe wird das Wasser auf einem Niveau von ca. 430 m ü. NHN in eine aufgeständerte Rinne geleitet, stürzt daraus gut 10 Meter frei auf eine granitene Felsnase und über diese als breiter Schleier noch einmal über 15 Meter hinab. Verteilt über eine Blockhalde erreicht das Wasser dann nach weiteren 9 Höhenmetern ein Sammelbecken, das auf 395 m ü. NHN in die Truse ausfließt. 
Der Trusetaler Wasserfall ist jährlich nur von Ostern bis Ende Oktober in Betrieb. In den Wintermonaten wird der Wasserzulauf abgestellt, um Frostschäden an den Gesteinsstrukturen zu verhindern.
Ein Rundwanderweg, der mit 228 Stufen am Wasserfall beginnt, führt durch das Gelände dieser Attraktion. Am Wasserfall finden alljährlich im Juli ein Wasserfallfest und ein kleiner Sommermarkt statt. Nebenan können Besucher den Trusetaler Zwergenpark  besuchen.

## Erreichbarkeit
Der Wasserfall ist sehr gut auch für Menschen mit Behinderung zugänglich. Er liegt direkt an der Landesstraße L 1024 nach Brotterode. In seiner Umgebung entstand ein touristischer Anlaufpunkt mit dem Zwergenpark als zweiter Attraktion.

## Galerie

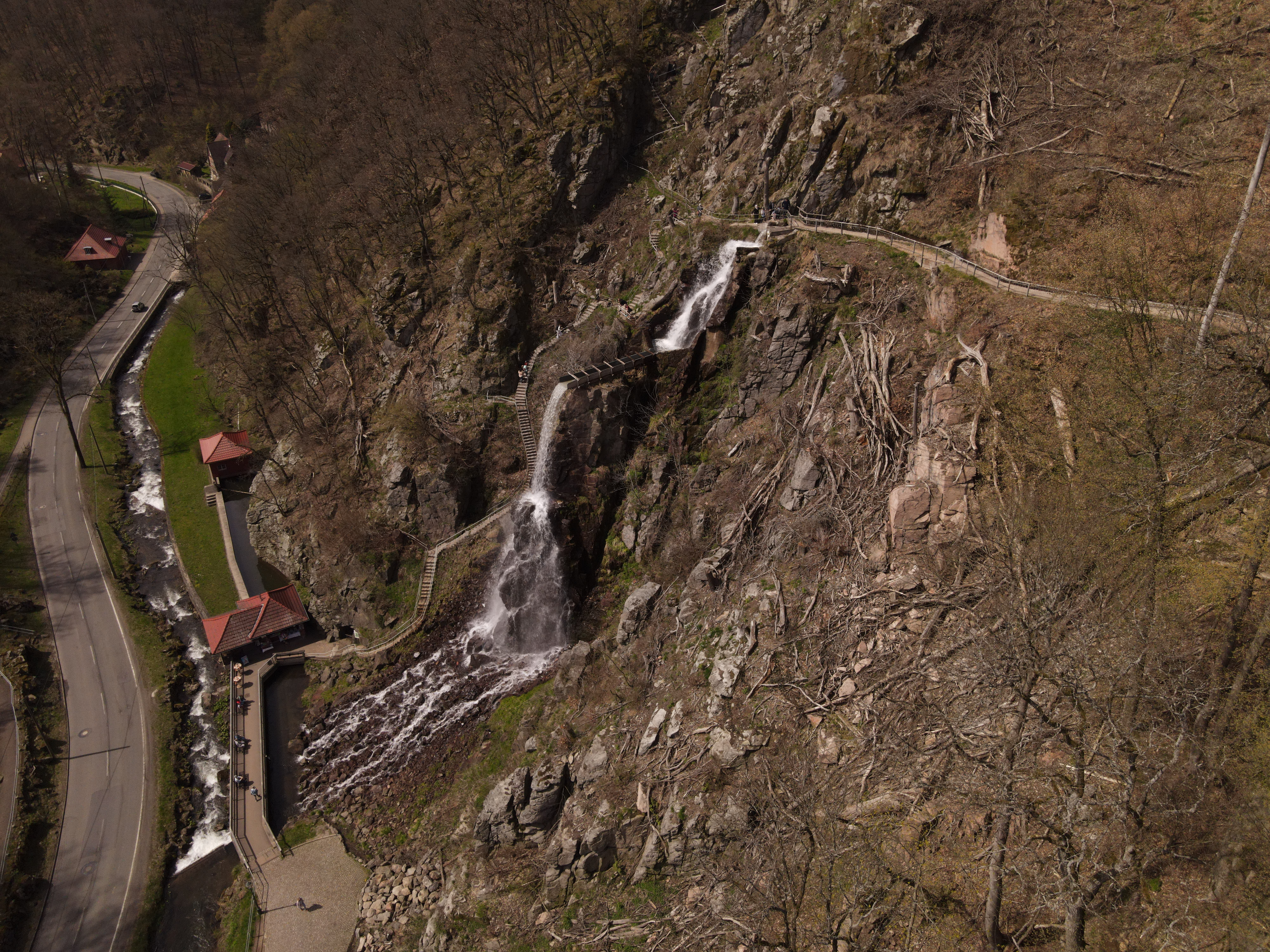
Trusetaler Wasserfall, April 2023
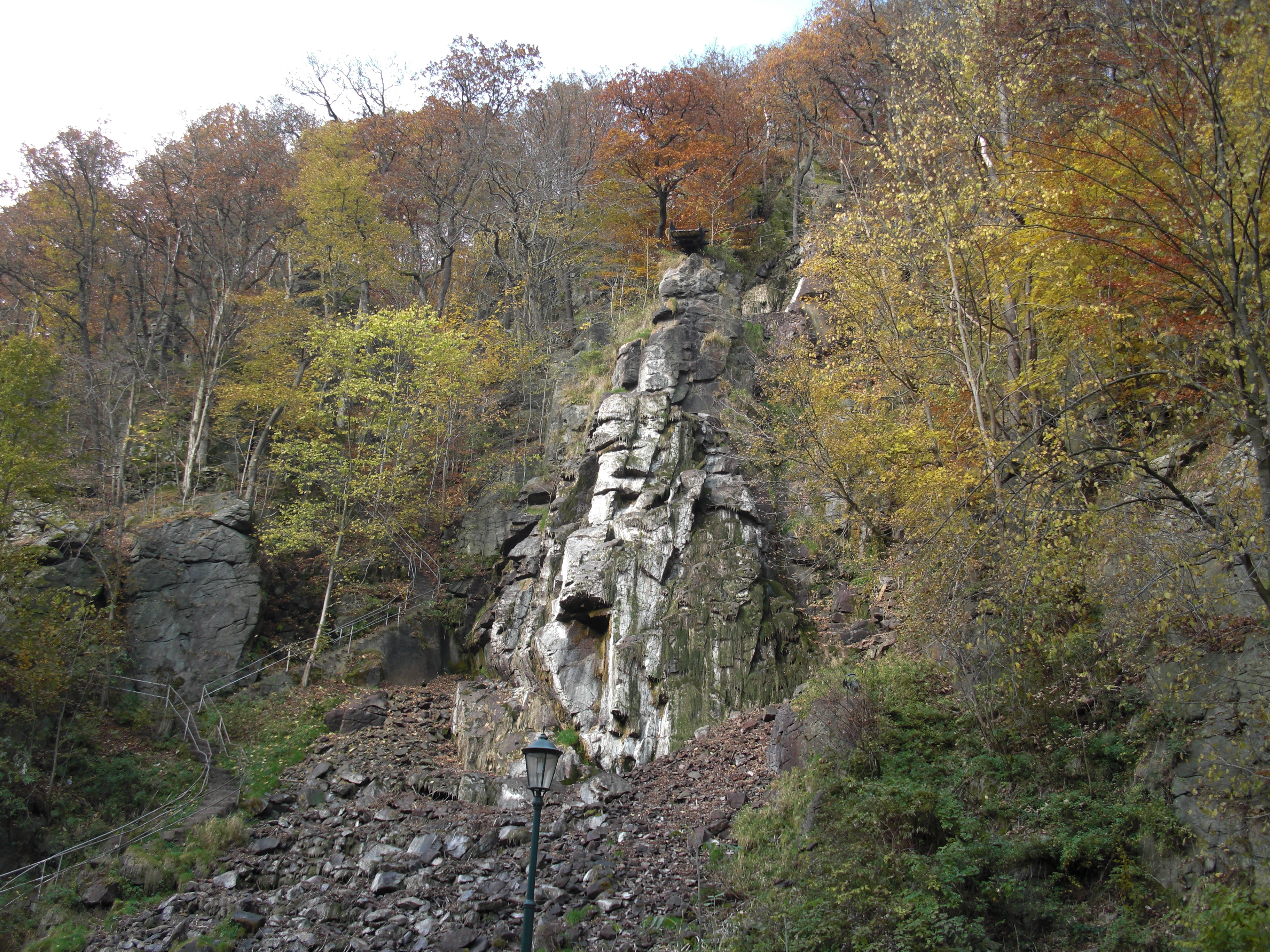
"Abgestellter" Wasserfall, Oktober 2010
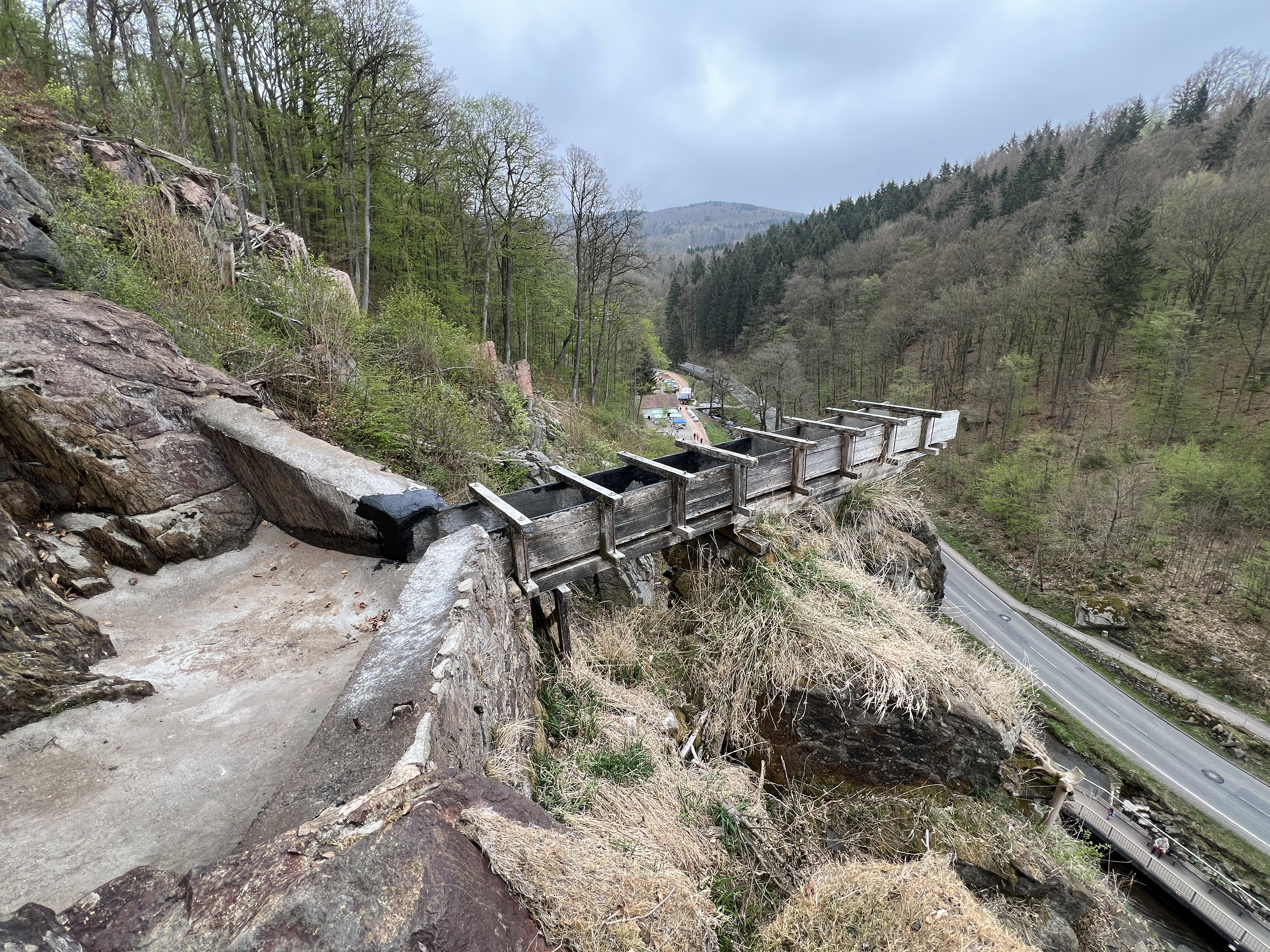
Ansicht von oben vor der Inbetriebnahme 2025
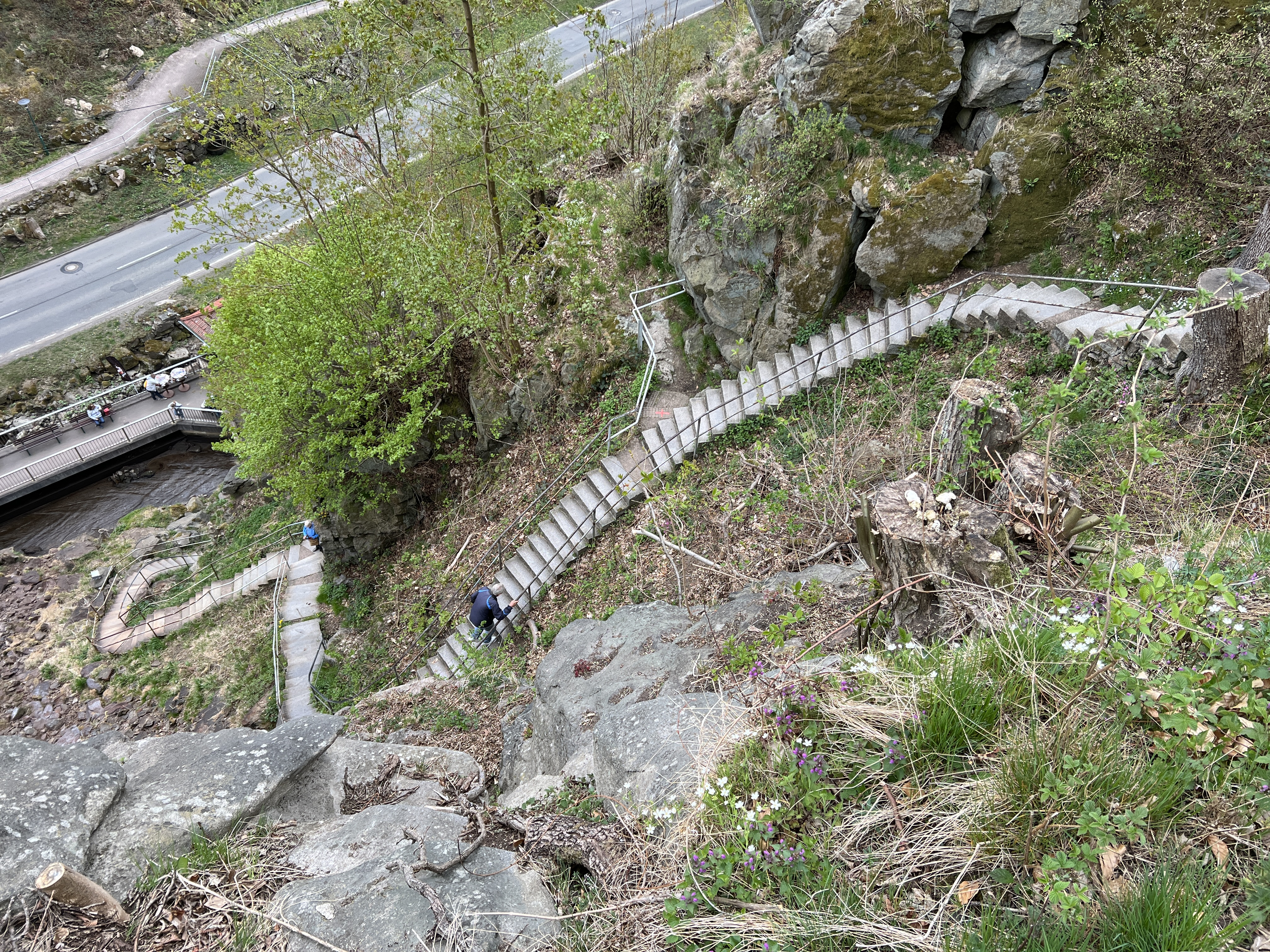
Inbetriebnahme des Wasserfalls am Gründonnerstag 2025
- Aufstieg am Rande des Wasserfalls
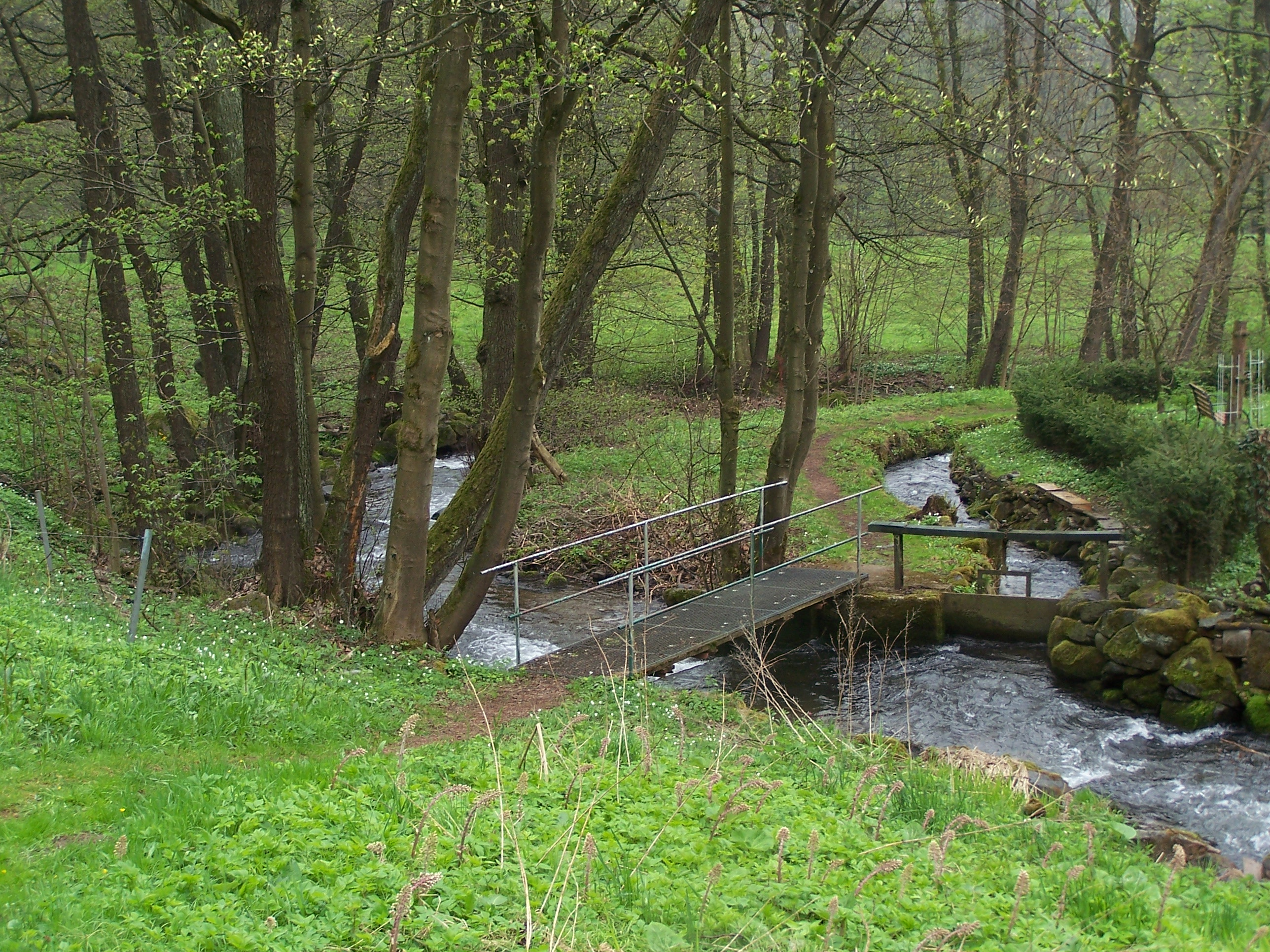
Der Beginn des Wasserfallgrabens (rechts) an der Truse